# Полночное солнце (фильм, 2018)
«Полночное солнце» (англ. Midnight Sun) — американская романтическая драма режиссёра Скотта Спира. Он основан на японском фильме «Полночное Солнце» (яп. タイヨウのうた Тайё: но ута, «Песня Солнца») 2006 года. Главные роли исполнили Белла Торн, Патрик Шварценеггер и Роб Риггл.

## Сюжет
Кэти Прайс с детства больна меланозом — непереносимостью солнечного света. Нахождение на  солнце даже на короткое время может запустить процесс, который быстро приведёт к смерти. Кэти вынуждена вести «ночную» жизнь, а дни проводить в комнате с затемнёнными окнами. У неё только два близких человека: подруга детства Морган и отец, всю свою жизнь посвятивший дочери. Кэти сочиняет красивые песни под гитару и иногда по ночам поёт их дежурному на железнодорожной станции неподалёку от дома.
Ещё в детстве Кэти влюбилась в Чарли, парня с копной рыжих волос и очаровательной улыбкой, который регулярно ходил мимо её дома. И вот теперь, когда девушке  исполнилось 17 лет, она случайно встречает Чарли. Между молодыми людьми вспыхивает взаимное чувство. Но беда в том, что Кэти очень хочется быть для Чарли обычной девушкой, а не больной с редким диагнозом, и она всё откладывает разговор о своей болезни, в результате чего происходит трагедия: очередное ночное свидание, которое они проводят на морском берегу, слишком затягивается; спохватившаяся в последний момент Кэти спешит домой, но не успевает до восхода и всё-таки попадает под солнце.
Чарли, который лишь потом узнаёт, что произошло, винит себя, но уже ничего не может сделать. Обследование показывает, что короткое пребывание на солнце стало для Кэти фатальным: ей осталось жить совсем немного. Последняя надежда, которую возлагали на исследования, проводимые в одном из институтов, не сбывается: болезнь Кэти слишком редка, и на её изучение отказались выделять деньги. И теперь всё, что остаётся  близким девушки, — сделать её последние дни счастливыми. Кэти болеет за Чарли на соревнованиях по плаванию, в которых он участвует, и уговаривает отца зарегистрироваться на сайте знакомств. Чарли проводит с ней всё время, организует запись Кэти в студии и выкладывает результаты в Интернет; песни девушки становятся популярными. Последнее, что делает Кэти, — осуществляет с помощью Чарли свою давнюю мечту: днём отправляется с возлюбленным на морскую прогулку на яхте и наконец ощущает солнечное тепло.
Когда Кэти умирает, по радио передают её песню, которую она посвятила Чарли, а сам Чарли читает её прощальное письмо, полное любви и благодарности за время, что они провели вместе.

## В ролях
- Белла Торн —  Кэти Прайс[2]
- Патрик Шварценеггер — Чарли[2]
- Роб Риггл — Джек Прайс, отец Кэти[3]
- Куинн Шепард — Морган[4]
- Тира Скоуби — Зои Кармайкл
- Пол Макгиллион — Блейк Джонс
- Кен Тремблетт — Марк
- Дженн Гриффин — Барб
- Николас Кумбе — Гербер
- Дея Шолбраун — Джулин

## Производство

### Съёмки
Основные съёмки фильма начались 12 октября 2015 года в Ванкувере.